# Állóvíz
Az állóvíz földrajzi fogalom, amely az olyan vizeket jelenti, melynek nincs, vagy csak kismértékű a természetes lefolyása. Leggyakoribb és legismertebb képviselői a tavak.
Állóvíz mederben vagy földfelszíni mélyedésben levő, jelentős mennyiségű víztömeg, amelynek jellege és állapota a befolyó vizek tisztaságától vagy szennyezettségétől, és hordaléktartalmától függ. 
Feltöltődésének mértéke szerint lehet: tó, fertő, mocsár, vagy láp. Az édesvizekkel  a limnológia, (tótan), elsősorban az édesvizű  állóvizekkel, szűkebb értelmezésben a tavakkal foglalkozik.
Lehet természetes: (például tó, mocsár, láp) és mesterséges: (például tározó, bányató, halastó, horgásztó, üdülőtó stb.).
A tó minden oldalról zárt mélyedést kitöltő, nyílt vízfelületű állóvíz. A tómedence alapvetően kimélyüléssel vagy elgátolással alakul ki.
A tavakat a tómedence kialakulása szerint osztályozzák.
- Belső erők által létrehozott tómedencék
  - tektonikus árok – például Balaton
  - vulkanikus eredetű (krátertó, kalderató, maar tó)
- Külső erők által létrehozott tómedencék
  - glaciális tómedencék (jég felszínformáló hatása), a tavak többsége ilyen
  - folyók által kialakított tavak (morotvatavak – holt medrekben kialakult tavak) – például Szelidi-tó
  - szél által elgátalt tavak – például nyíregyházi Sóstó
  - lagúnatavak (a tengertől teljesen elzárt, kiédesedett tavak), például Landes tavai (Franciaország)
  - hegyomlással elgátalt tavak, például Gyilkos-tó (Erdély – Hargita megye)

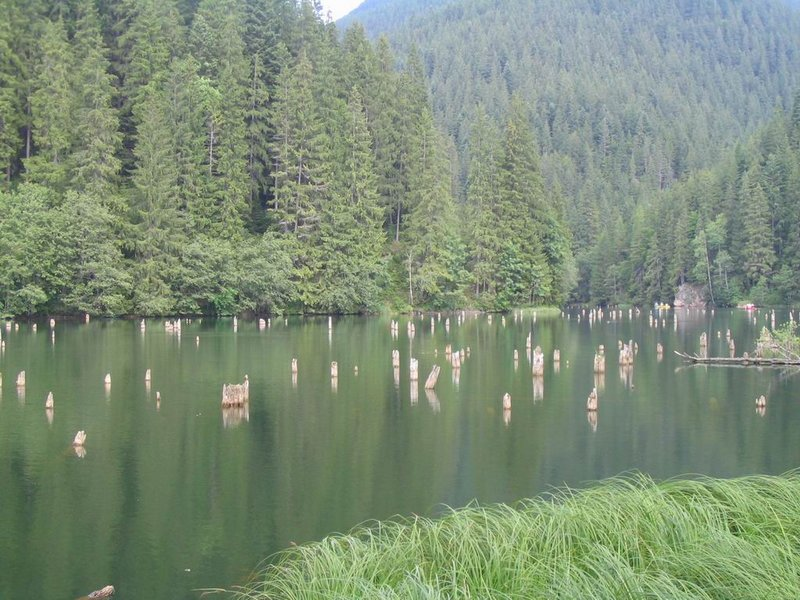
Gyilkos-tó Erdély – Hargita megye